# Thom Craane
Thom Craane (Waalwijk, 17 oktober 1991) is een Nederlandse zanger.

## Biografie
Craane studeerde van 2008 tot 2012 "Sound en Vision" aan het ROC van Tilburg. Na de voltooiing van deze opleiding is hij een aantal jaar werkzaam geweest als licht- en geluidstechnicus.

## Carrière
Toen Craane 5 jaar oud was, maakte hij zijn eerste show gebaseerd op de populaire kinderserie Samson en Gert. Dit deed hij voor de kinderen in de buurt op een zelfgemaakt podium in zijn garage. Na zijn Eerste Heilige Communie kreeg hij een versterker en een microfoon, waardoor hij begon met zingen. Later heeft hij zich opgegeven bij Muziekschool "de Heraut" in Kaatsheuvel. Daarnaast was hij in 2009 al vaak te vinden in de Kaatsheuvelse Revue.
Een paar jaar later, in 2012, kwam zijn eerste single uit: "Kom maar op". Vanaf dat moment volgden er geregeld nieuwe nummers zoals "Watje" en "Nobody is Perfect." In 2018 verscheen het album "Kom maar op", dat een bundeling was van reeds uitgebrachte nummers.

In 2016, 2019 en 2022 werden er meezingconcerten georganiseerd in theater Het Klavier in Kaatsheuvel. Hier werden naast de nummers van Craane ook veel feest- en Nederlandstalige nummers ten gehore gebracht. Craane werd bij deze concerten muzikaal begeleid door de band "Mother's Disaster".
In 2017, 2018, 2019 en 2022 presenteerde Craane het jaarlijkse muziekfestival "De Nacht van het Levenslied", wat werd georganiseerd op het Raadhuisplein in Waalwijk.
Op 17 mei 2023 verscheen het nummer "Een Blik Van Jou". In januari 2024 bracht hij "In De Disco" uit, een bewerking van het gelijknamige nummer van Samson en Gert.
Ook is Craane eigenaar van Kapoentje Entertainment.

## Discografie

### Albums
| Album       | Datum van verschijnen | Aantal nummers |
| ----------- | --------------------- | -------------- |
| Kom maar op | 26 augustus 2018      | 14             |

### Singles
| Single                           | Datum van verschijnen |
| -------------------------------- | --------------------- |
| Kom maar op                      | 14 november 2012      |
| Rosamunde                        | 10 mei 2013           |
| Watje                            | 2 mei 2014            |
| 'k Zou willen weten              | 14 januari 2015       |
| Nobody is perfect                | 12 november 2015      |
| Ik was effetjes d'r naam kwijt   | 13 juli 2016          |
| Je hoeft niet naar huis vannacht | 9 februari 2017       |
| De nacht is mijn leven           | 10 februari 2017      |
| Zeg mij                          | 14 juli 2017          |
| Dansen                           | 22 juli 2018          |
| Proost op elke dag               | 12 mei 2019           |
| Popmedley                        | 14 februari 2020      |
| Geen toeval                      | 3 april 2020          |
| Stiekem gedanst                  | 17 juli 2020          |
| Retour Sneek                     | 14 oktober 2020       |
| Mag ik dansen                    | 16 juli 2021          |
| Parijs                           | 9 november 2022       |
| Een Blik Van Jou                 | 17 mei 2023           |
| In De Disco                      | 26 januari 2024       |